# Мартвили
Мартвили (груз. მარტვილი) је град у Грузији у регији Мегрелија-Горња Сванетија. Према 2014. у граду је живело 4.425 становника.

## Становништво
Према процени, у граду је 2014. живело 4.425 становника.
| 1989. | 2002. | 2014. |
| ----- | ----- | ----- |
| 6.036 | 5.609 | 4.425 |